# 核子時代

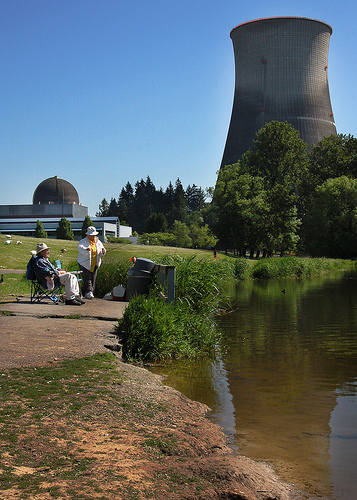
核電廠

核子時代（英語：Atomic Age）從1945年三位一體核試成功後開始，標誌核技术成熟的象徵。虽然1933年猜想核链反应，于1942年12月才产生了第一个人造自我维持的核链反应（芝加哥1号堆）。人類在核子時代開始後，在許多方面都使用是利用可控核反應來獲取能量，例如發電及軍事。三位一體核試和随后发生的结束第二次世界大战的廣島與長崎原子彈爆炸代表了第一次大规模使用核技术，并引起了社会政治思想和技术发展的深刻变化。核能曾被认为是进步和现代性的缩影。
1973年，美国原子能委员会预测，到二十一世纪来临，一千个核反应堆将为美国的家庭和企业生产电力。然而，“核梦想”远远达不到所承诺的，因为核技术产生了一系列社会问题，从核軍備競賽到堆芯熔毀，以及核弹工厂清理和民用工厂核废物处置和退役的未解决的困难。但1973年后，电力需求下降，建造成本上升，反应堆订单大幅下降。许多订单和部分完成的核电厂被取消。
到1970年代末，核电遭受了显著的国际不稳定，因为它面临着经济困难和广泛的反核運動，在1979年发生了三哩岛核泄漏事故和1986年发生的切尔诺贝利核事故这两个事故影响了核电工业几十年。

## 21世纪

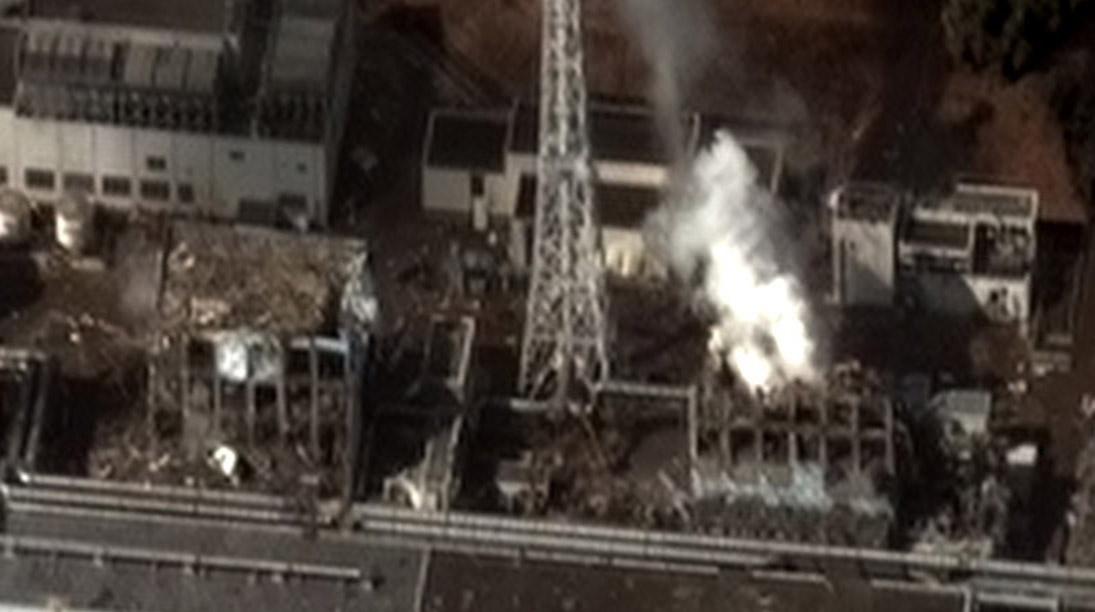
2011年在日本的福岛第一核电站事故是25年以来最糟糕的核事故，在核泄漏进入空气土壤和大海中之后，转移了50,000家庭。

在21世纪，“核子年代”的标签所意味着怀旧的感觉或天真，并被许多人认为结束于1991年前苏联的秋天，虽然这个术语继续被许多历史学家来描述第二次世界大战结束后的时代。 核能和武器继续对21世纪的世界政治产生强烈影响。这个词被一些科幻小说家用来描述第二次世界大战结束后的时代，也是直到现今的当代史。
核电工业已经提高了反应堆的安全性和性能，并提出了新的更安全（但通常未经试验的）反应堆设计，但不能保证反应堆的设计，建造和运行正确。错误真的发生了，在日本福岛的反应堆设计人员没有预料到地震产生的海啸会使地震后反应堆稳定的备用系统失效。根据瑞银集团称，福岛第一核电站事故使人怀疑是否像日本这样的先进经济体能够掌握核安全。